# فائوستو کوپی
آنجلو فائوستو کوپی (تلفظ ایتالیایی: [ˈfausto ˈkɔppi]؛ ۱۵ سپتامبر ۱۹۱۹ – ۲ ژانویهٔ ۱۹۶۰) یک دوچرخه‌سوار ایتالیایی بود که در سال‌های نزدیک جنگ جهانی دوم، عنوان‌های زیادی را در مسابقات بین‌المللی به دست آورد. موفقیت‌های کوپی، عنوان قهرمان قهرمانان را برای او به ارمغان آورد. او هم در سربالایی‌ها و هم در تایم تریل تخصص داشت. کوپی پنج بار برندهٔ جیرو دیتالیا (در سال‌های ۱۹۴۰، ۱۹۴۷، ۱۹۴۹، ۱۹۵۲ و ۱۹۵۳)، دو بار برندهٔ تور دو فرانس (در سال‌های ۱۹۴۹ و ۱۹۵۲) و یک بار قهرمان مسابقات قهرمانی جهان (در سال ۱۹۵۳) شد. هم‌چنین ۵ قهرمانی در تور لمباردی، ۳ قهرمانی در تور میلان-سانرمو و قهرمانی در تورهای پاریس-روبه و لافلش والونی به دست آورد و در سال ۱۹۴۲ رکورد تازه‌ای برای یک‌ساعت رکابزنی به ثبت رساند.

## آغاز زندگی و فعالیت آماتور

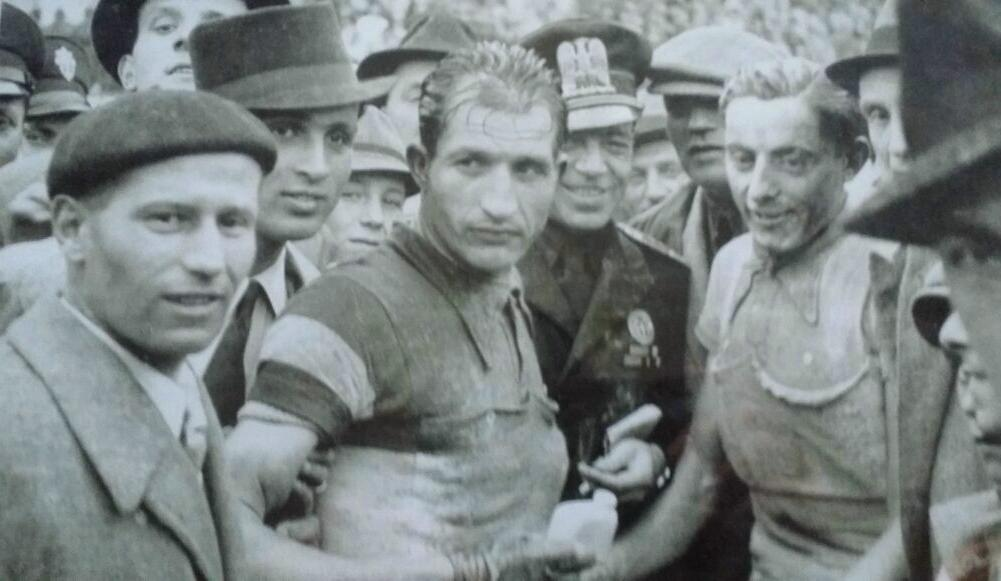
فائوستو کوپی و جینو بارتالی در سالهای 1940-1940

کوپی یکی از پنج فرزند دومنیکو کوپی و آنجولینا بووری بود. فائوستو در عصر ۱۵ سپتامبر ۱۹۱۹ به دنیا آمد. آنجلو نام انتخابی مادرش و فائوستو ترجیح پدرش بود. او آنجلو فائوستو نامیده‌شد، ولی در بیشتر زندگی خود با نام فائوستو شناخته می‌شد.
کوپی تمایل چندانی به مدرسه نداشت و دوچرخه‌سواری را به آن ترجیح می‌داد. در ۱۳ سالگی مدرسه را ترک کرد تا برای یک قصاب در نووی لیگوره کار کند.
دوچرخه‌سواری در مسیر مغازه و دیدن دوچرخه‌سوارانی که به آنجا می‌آمدند، او را به رکابزنی علاقه‌مند کرد. عمو و پدرش هزینهٔ خرید دوچرخه را تأمین کردند.
کوپی نخستین بار در ۱۵ سالگی در یک مسابقه شرکت کرد و جایزهٔ نخست را به دست آورد. او در آغاز سال ۱۹۳۸ گواهینامهٔ دوچرخه گرفت و نخستین پیروزی خود را در یک مسابقه کسب کرد. یک بوکسور بازنشسته به نام جوسپه کاوانا که یکی از مشتریان قصابی بود و اکنون ماساژور شده‌بود، با توصیهٔ یکی از رکابزنان خود، با کوپی ملاقات کرد. او به کوپی پیشنهاد کرد که به عنوان یک رکابزن مستقل در مسابقات آماتور و حرفه‌ای شرکت کند. در آوریل ۱۹۳۹ کاوانا کوپی را به تور توسکانی فرستاد و به او توصیه کرد بارتالی را دنبال کند. هرچند شکستن چرخ باعث توقف او شد. در ۷ مه کوپی توانست در وارتسی در یکی از مسابقات قهرمانی مستقل کشوری با فاصلهٔ ۷ دقیقه به پیروزی برسد.

## فعالیت حرفه‌ای
نخستین موفقیت بزرگ کوپی قهرمانی در جیرو دیتالیای ۱۹۴۰ در ۲۰ سالگی بود. در سال ۱۹۴۲ رکورد تازه‌ای را برای یک‌ساعت رکابزنی ثبت کرد که ۱۴ سال پابرجا ماند تا این که ژاک آنکتیل آن را در سال ۱۹۵۶ شکست. پس از جنگ جهانی دوم، به دوچرخه‌سواری بازگشت و افتخارات زیادی به دست آورد. به گفتهٔ پیر شانی، کوپی از سال ۱۹۴۶ تا ۱۹۵۴ هرگز پس از فرار از گروه اصلی در یک مسابقه، توسط دیگران گرفته‌نشد.
کوپی در سال‌های ۱۹۴۹ و ۱۹۵۲ توانست دوگانه را به دست آورد و دو مسابقهٔ بزرگ جیرو دیتالیا و تور دو فرانس را در یک سال فتح کند. او پنج بار برندهٔ جیرو شد؛ رکوردی که با ادی مرکس و آلفردو بیندا مشترک است. کوپی در جیروی ۱۹۴۹ در پینرولو بارتالی را با اختلاف ۱۱ دقیقه پشت سر گذاشت. در تور دو فرانس ۱۹۴۹ نیز با اختلاف حدود نیم ساعت با سایر رکابزنان جز بارتالی به قهرمانی دست یافت. از ابتدای مراحل کوهستانی در پیرنه تا پایان آن در آلپ، کوپی توانست فاصلهٔ ۵۵ دقیقه‌ای با ژاک مارینلی را جبران کند.
کوپی با پنج قهرمانی (در سال‌های ۱۹۴۶ تا ۱۹۴۹ و ۱۹۵۴) رکورددار پیروزی در تور لمباردی است. او سه بار برندهٔ تور میلان-سانرمو شد. در مسابقهٔ ۱۹۴۶ کوپی همراه با ۹ نفر دیگر در آغاز مسابقه فرار کرد و پس از پشت سر گذاشتن بقیه در سربالایی تورکینو، با اختلاف ۱۴ دقیقه پیروز شد. او در سال ۱۹۵۰ مسابقات پاریس-روبه و لافلش والونی را فتح کرد. هم‌چنین در سال ۱۹۵۳ قهرمان مسابقات جهانی جاده شد.

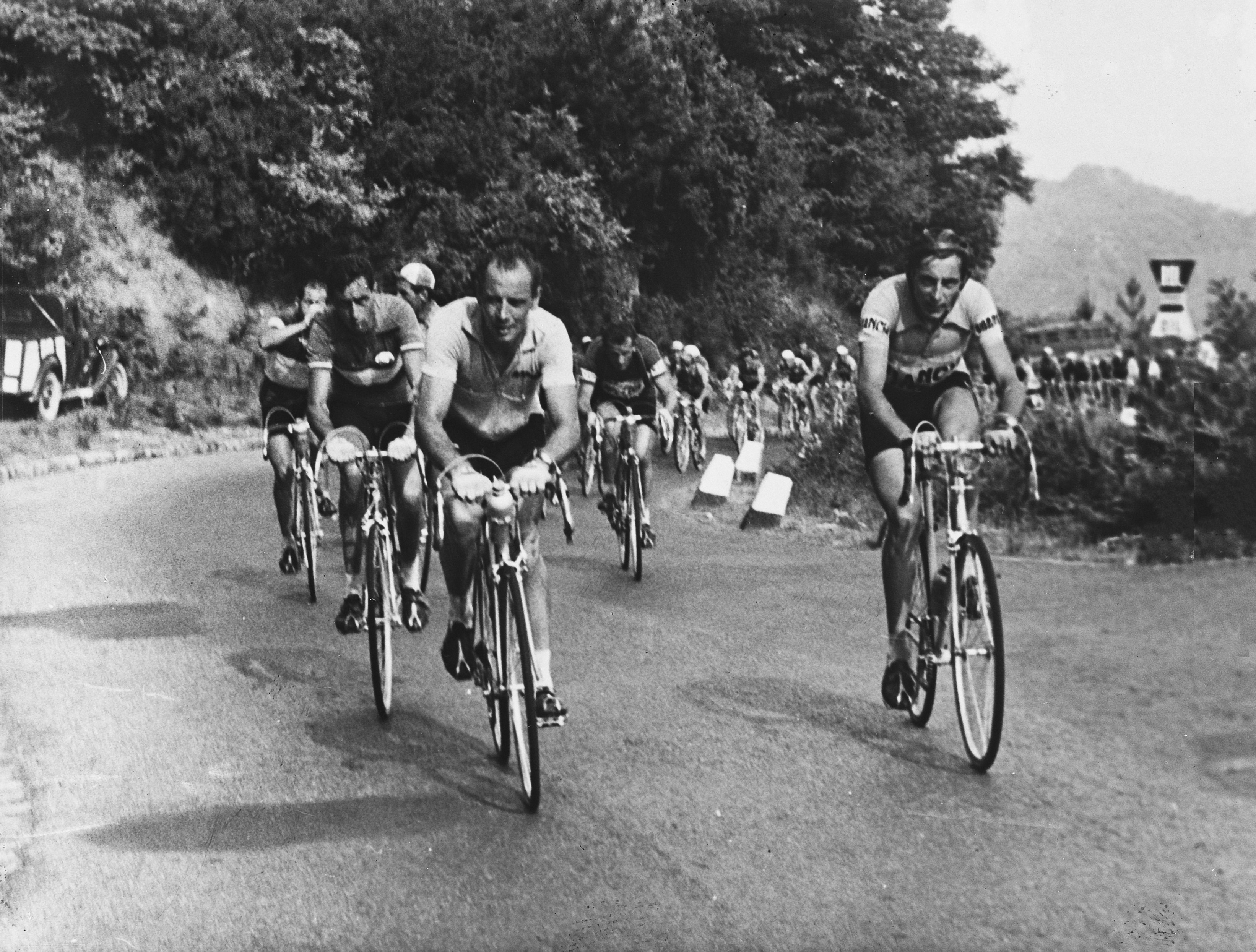
کوپی (راست) در جیرو دیتالیای ۱۹۵۳

در سال ۱۹۵۲ کوپی در آلپ دوئز که برای نخستین بار در تور گنجانده شده‌بود، برنده شد. او شش کیلومتر پیش از رأس سربالایی حمله کرد و ژان روبیک را پشت سر گذاشت. در پایان تور، کوپی با اختلاف بیش از ۲۸ دقیقه پیروز شد. این آخرین تور دو فرانس کوپی بود که از سه دوره حضور در آن، در دو دوره قهرمان شد.
کوپی در ۷ نوامبر ۱۹۴۲ مسافت ۴۵٫۷۹۸ کیلومتر را در پیستی در میلان در یک ساعت طی کرد و رکورد یک‌ساعت رکابزنی در پیست را شکست. دوچرخهٔ او در کلیسای مادونا دل گیسالو در نزدیکی کومو به نمایش درآمده‌است. رکورد پیشین به مسافت ۴۵٫۷۶۷ کیلومتر در اختیار موریس آرشامبو بود و ۵ سال قبل در همان پیست به ثبت رسیده‌بود. این رکورد مدت‌ها پابرجا بود تا این که ژاک آنکتیل در سال ۱۹۵۶ آن را شکست.
در سال ۱۹۵۵ کوپی و معشوقه‌اش جولیا اوکینی به جرم زنای محصنه در دادگاهی محاکمه شدند. این رسوایی جامعهٔ محافظه‌کار کاتولیک ایتالیا را لرزاند و باعث خواری کوپی شد. پس از رسوایی، فعالیت حرفه‌ای کوپی کاهش یافت. پیش از آن مرگ برادرش سرسه کوپی در سال ۱۹۵۱ در تور پیمونت بر اثر خونریزی مغزی او را آزرده‌بود. کوپی دیگر نتوانست موفقیت‌های پیشین خود را تکرار کند. برگزارکنندگان مسابقات بارها مسیر مسابقهٔ خود را به ۴۵ کیلومتر کوتاه می‌کردند تا کوپی بتواند مسابقه را تمام کند.

## رقابت با بارتالی
دوران فعالیت کوپی معاصر با آغاز سال‌های طلایی مسابقات دوچرخه‌سواری بود که یکی از عوامل آن، رقابت میان کوپی و جینو بارتالی بود. تیفوسی‌های ایتالیایی به دو دستهٔ طرفداران بارتالی (بارتالیانی) و طرفداران کوپی (کوپیانی) تقسیم می‌شدند. بارتالی محافظه‌کار، محبوب بخش‌های روستایی و کشاورزی جنوب بود و کوپی سکولار، قهرمان شمال صنعتی بود.
در ژانویهٔ ۱۹۴۰ مربی تیم لنیانو از کوپی خواست که برای بارتالی رکاب بزند. رقابت این دو، هنگامی آغاز شد که کوپی برندهٔ جیرو شد. در مسابقات قهرمانی جهان ۱۹۴۹ در والکنبورخ، هر دو به دنبال پیروزی خود بودند و حاضر نشدند به پیروزی یکدیگر کمک کنند. آنان پس از مسابقه به مدت سه ماه محروم شدند.

## زندگی طی جنگ جهانی دوم
هنگامی که ایتالیا وارد جنگ جهانی دوم شد، کوپی به عضویت ارتش درآمد. ابتدا افسران موافق با ادامهٔ رکابزنی او بودند؛ ولی در مارس ۱۹۴۳ او را به شمال آفریقا فرستادند. او در ۱۳ آوریل ۱۹۴۳ بین ماطر و مجاز الباب توسط نیروهای بریتانیایی اسیر شد و به اردوگاه اسرای جنگی فرستاده‌شد.
در سال ۱۹۴۵ نیروهای بریتانیایی، کوپی را به پایگاه نیروی هوایی سلطنتی در کسرتا منتقل کردند. او پس از آزادی با دوچرخه به خانه بازگشت. پس از ۴ سال دوری از دوچرخه‌سواری، کوپی در ۸ ژوئیهٔ ۱۹۴۵ برندهٔ یک مسابقه در میلان شد.

## زندگی شخصی

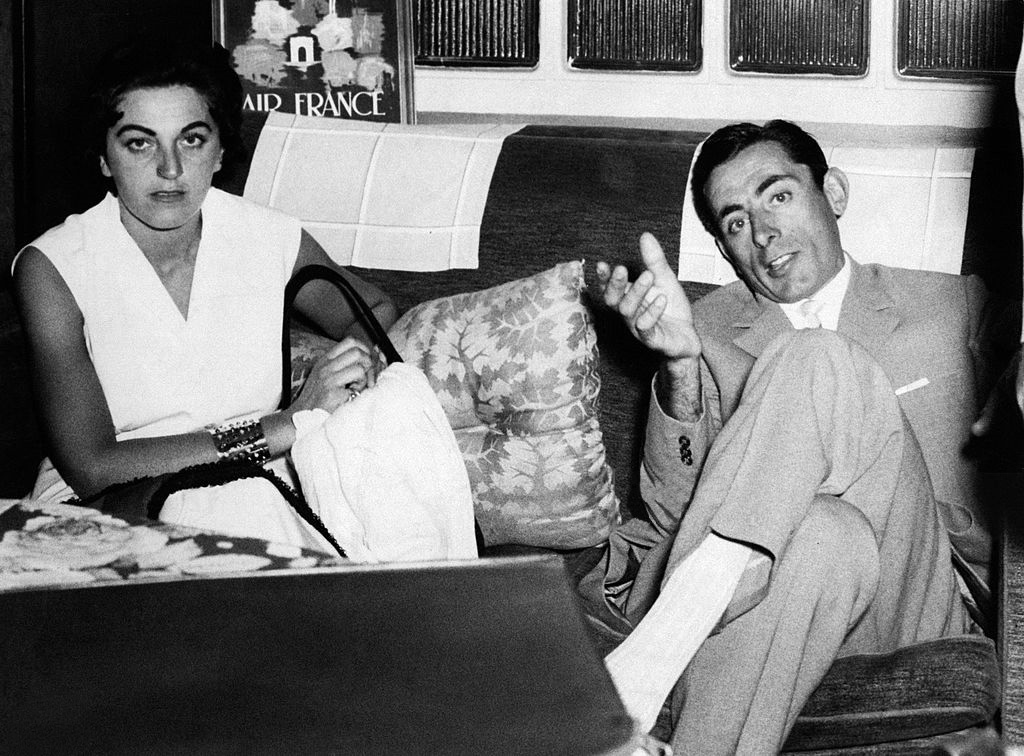
کوپی و جولیا اوکینی در سال ۱۹۵۴

جولیا اوکینی معشوقهٔ کوپی بود. او با یک افسر ارتش به نام انریکو لوکاتلی ازدواج کرده‌بود. کوپی نیز با برونا چامپولینی ازدواج کرده‌بود. لوکاتلی بر خلاف همسرش طرفدار دوچرخه‌سواری بود. در اوت ۱۹۴۸ که آنان برای تماشای مسابقه‌ای به وارزه رفته‌بودند، اوکینی به هتل کوپی رفت و از او درخواست یک عکس کرد. از آن زمان، آن دو زمان‌های بیشتری را با یکدیگر می‌گذراندند.
در سال ۱۹۵۴ یکی از خبرنگاران لا استامپا اوکینی را دید که در پایان مسابقه‌ای در سنت موریتز منتظر کوپی بود. آنها یکدیگر را در آغوش گرفتند و لا استامپا تصویری را با عنوان la dama in bianco di Fausto Coppi (بانوی سفیدپوش فائوستو کوپی) چاپ کرد.
اوکینی و کوپی با یکدیگر زندگی می‌کردند؛ ولی صاحبخانهٔ آپارتمانشان در تورتونا از آنها خواست که آنجا را ترک کنند. گزارشگران آنان را تا هتلی در کاستلتو دوربا تعقیب کردند و دوباره به جای دیگری منتقل شدند. خانه‌ای در نزدیکی نووی لیگوره خریدند. پلیس شبانه به خانهٔ آنها هجوم برد تا بررسی کند که آیا با یکدیگر همبستر شده‌اند یا نه. پاپ پیوس دوازدهم از کوپی خواست که به نزد همسر خود بازگردد. پاپ به فدراسیون دوچرخه‌سواری ایتالیا رفت و بیان کرد که اخبار [دربارهٔ زنای محصنه] درد بزرگی در او پدیدآورده‌است.
برونا چامپولینی با طلاق مخالفت کرد. خاتمه دادن به زندگی مشترک شرم‌آور بود و هنوز در بخش‌هایی از کشور ممنوع بود. کوپی طرد شد و تماشاگران به او تف می‌کردند. او و اوکینی پسری به نام فائوستینو داشتند.

## مرگ

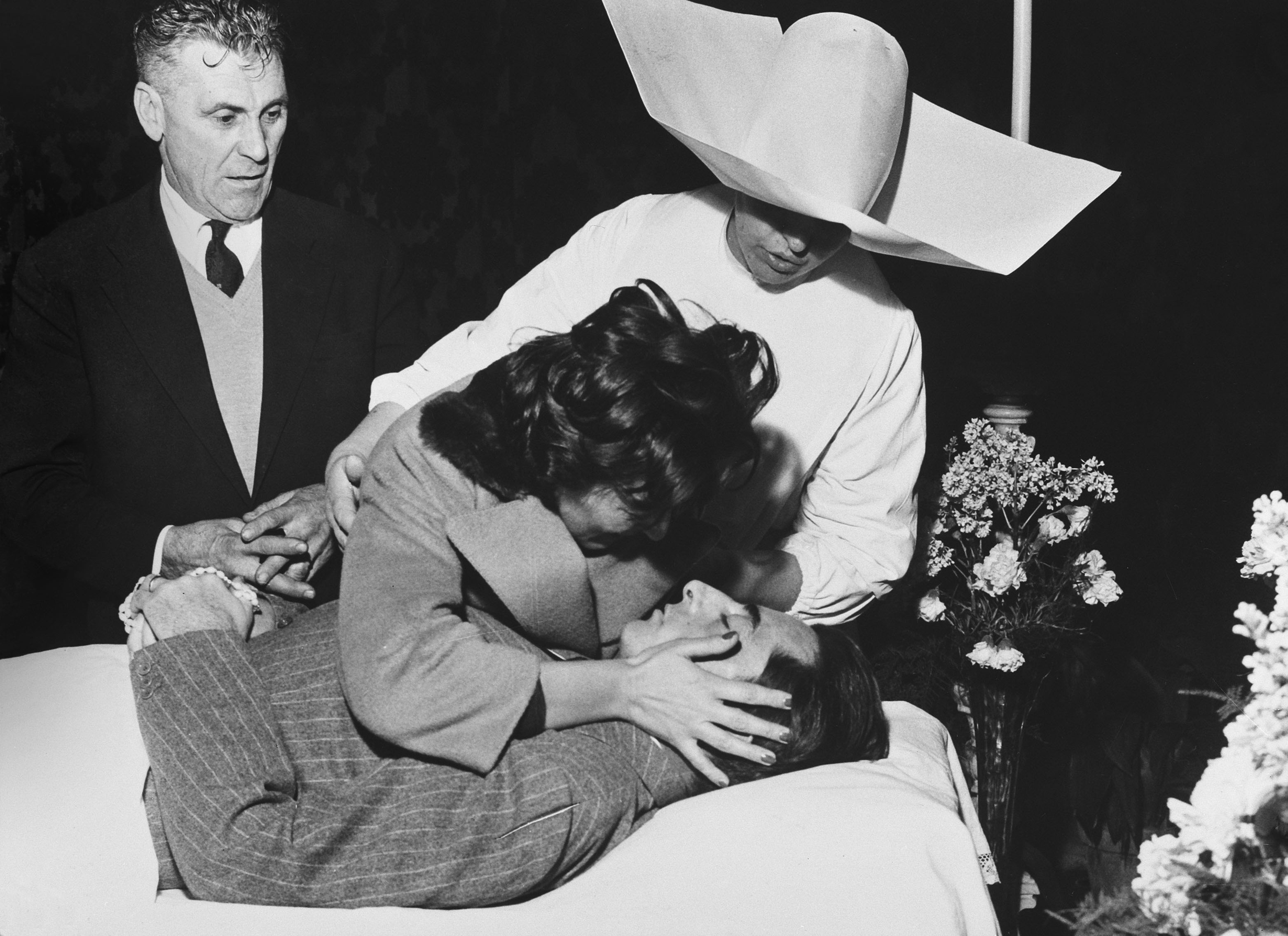
مراسم تدفین کوپی در ژانویهٔ ۱۹۶۰

در دسامبر ۱۹۵۹ موریس یاموگو رئیس جمهور بورکینافاسو، کوپی و چند رکابزن مشهور دیگر از جمله ژاک آنکتیل، رافائل ژمینیانی، لویزون بوبه، روژه هاسنفورده و انری آنگلاد را دعوت کرد تا مسابقه‌ای با رکابزنان محلی برگزار کنند و به شکار بروند.
ژمینیانی و کوپی در یک اتاق در خانه‌ای آلوده به پشه خوابیدند و هر دو مبتلا به مالاریا شدند.
چنین تشخیص داده شد که ژمینیانی به پلاسمودیوم فالسیپاروم، یکی از سویه‌های کشنده‌تر مالاریا آلوده شده‌است. ژمینیانی سلامت خود را بازیافت؛ ولی کوپی درگذشت. پزشکان او متقاعد شدند که بیماری برونشی داشته‌است.

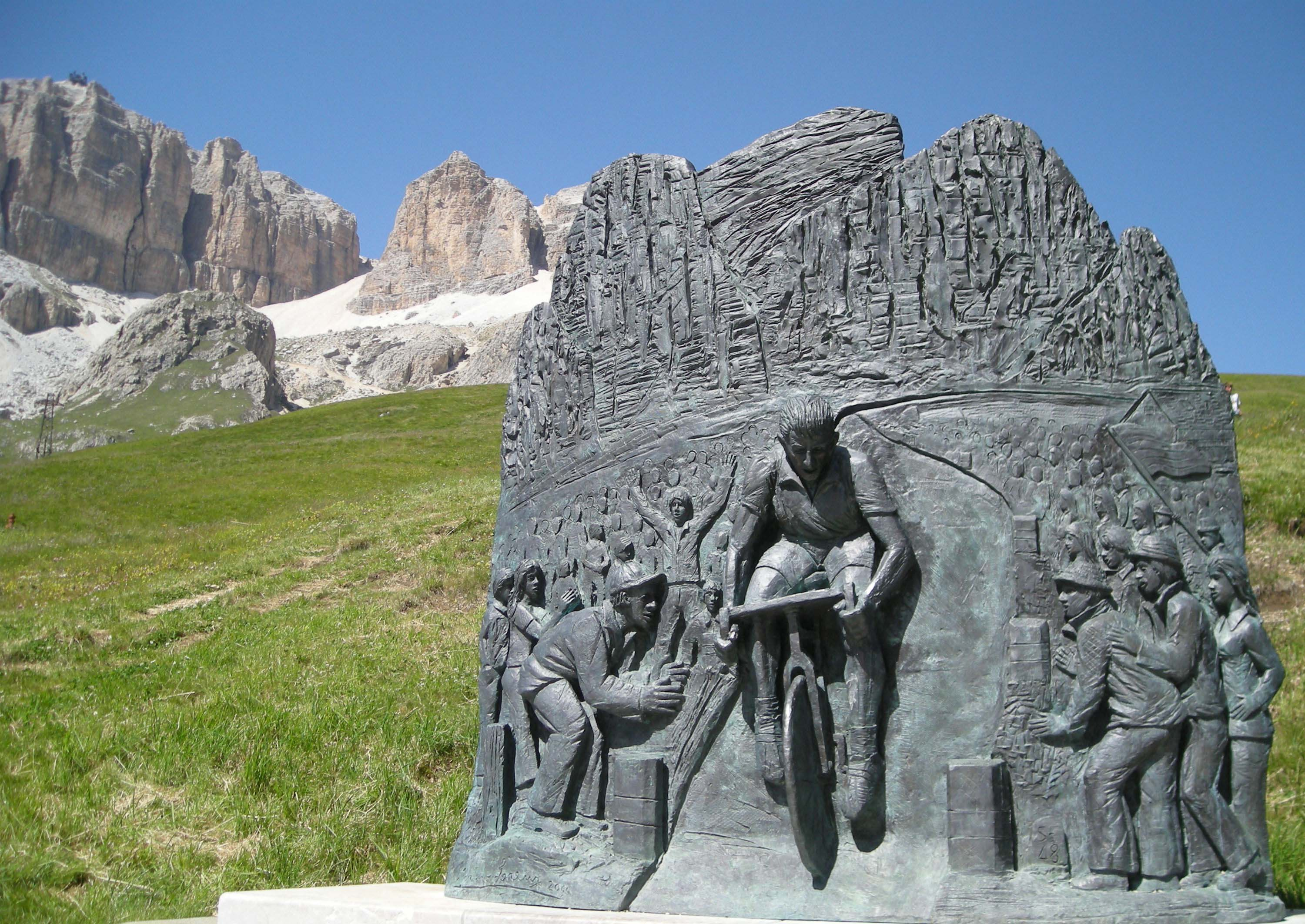
یادبود کوپی در گردنهٔ پوردوا در کوه دولومیت

در ژانویهٔ ۲۰۰۲ مردی به نام جووانی که تا سال ۱۹۶۴ در بورکینافاسو زندگی می‌کرد ادعا کرد که کوپی نه از مالاریا بلکه بر اثر زیاده‌روی در مصرف کوکائین مرده‌است. به گفتهٔ کوریره دلو اسپرت، جووانی اطلاعات خود را از فردی به نام آنجلو بوناتزی گرفته‌بود. به گفتهٔ جووانی، آنجلو به او گفته‌بود که کوپی در یک مهمانی در فادا گورما مسموم شده‌بود.
این داستان از یک راهب بندیکتی ۷۵ ساله به نام برادر آدرین نیز نقل شده‌است. او به مینو کودولو از کمیتهٔ ملی المپیک ایتالیا گفت که کوپی با شربتی مخلوط با ماری جوانا به قتل رسیده‌است. پزشک کوپی این داستان را رد کرد و آن را چرندیات محض خواند.
دادگاهی در تورتونا تحقیقی را در این زمینه آغاز کرد و از سم‌شناسان خواست جنازهٔ کوپی را نقش قبر کنند و به دنبال سم بگردند. یک سال بعد، بدون خاکسپاری، این مورد رد شد.

## میراث

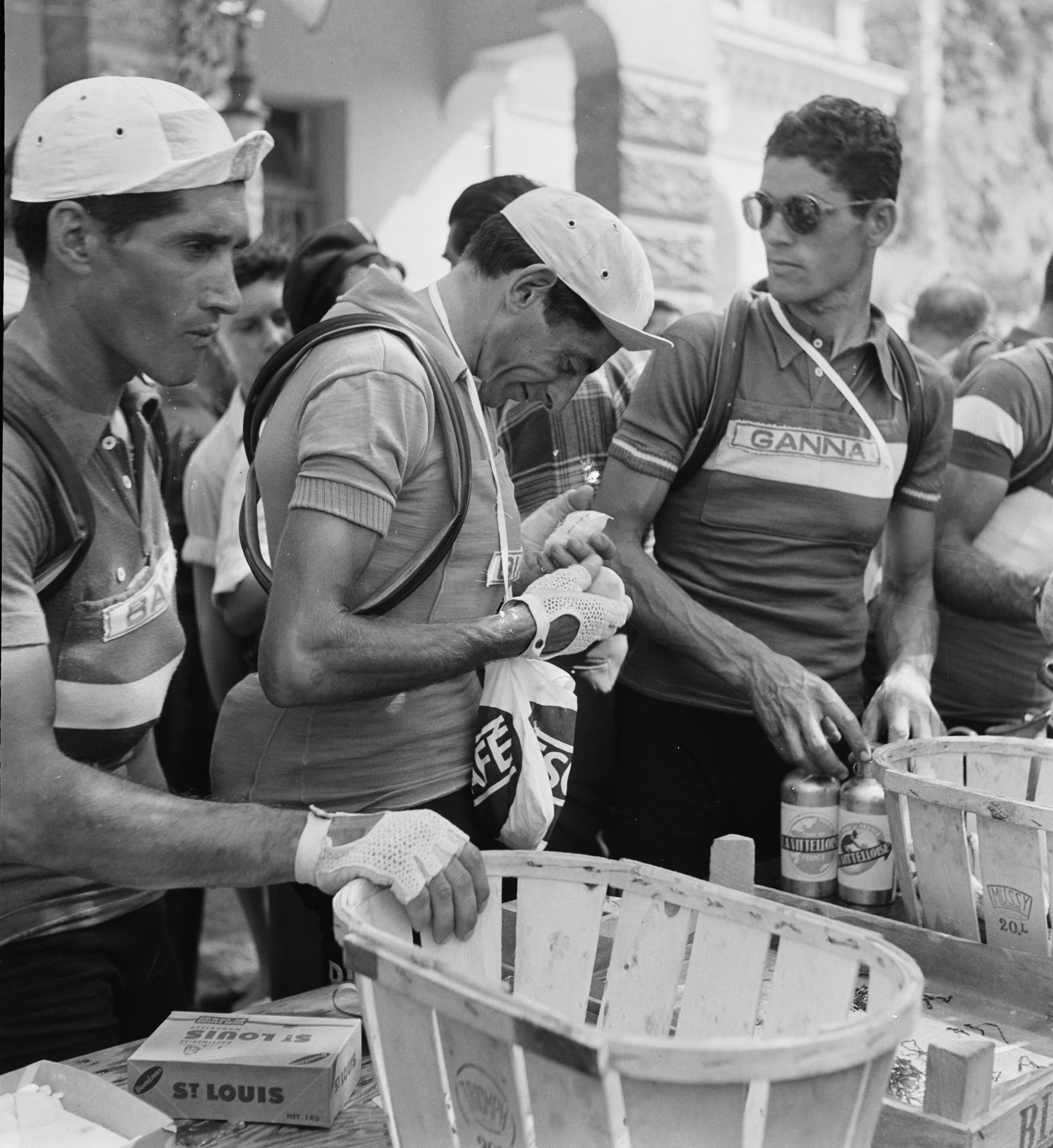
آنجلو فائوستو کوپی در سال 1952

نام کوپی در مراحل کوهستانی جیرو دیتالیا به یاد مانده‌است. یک جایزهٔ کوهستان با نام چیما کوپی به نخستین کسی اهدا می‌شود که از مرتفع‌ترین سربالایی جیرو بگذرد. در رأی‌گیری بزرگترین ورزشکار ایتالیا در سدهٔ بیستم که در سال ۱۹۹۹ برگزار شد، کوپی در رتبهٔ دوم قرار گرفت.
داستان زندگی کوپی در فیلمی تلویزیونی در سال ۱۹۹۵ به نمایش درآمد. سرجو کاستلیتو در نقش کوپی و اورنلا موتی در نقش جولیا بازی کردند.

## دوپینگ
غالباً گفته می‌شد که کوپی روش‌های نوینی برای دوچرخه‌سواری به‌ویژه در بخش رژیم غذایی را معرفی کرده‌است. به گفتهٔ بارتالی، برخی از این روش‌ها مشتمل بر مصرف دارو بود که در آن زمان، غیرقانونی نبود.
کوپی در یک مصاحبهٔ تلویزیونی گفت که تقریباً همیشه از آمفتامین استفاده می‌کند و ادعا کرد که سایر دوچرخه‌سواران نیز از این ماده استفاده می‌کنند.

## دستاوردها

### نتایج در گرندتورها
منبع:
|                 | ۱۹۴۰    | ۱۹۴۱    | ۱۹۴۲    | ۱۹۴۳    | ۱۹۴۴    | ۱۹۴۵    | ۱۹۴۶    | ۱۹۴۷    | ۱۹۴۸    | ۱۹۴۹    | ۱۹۵۰    | ۱۹۵۱    | ۱۹۵۲    | ۱۹۵۳    | ۱۹۵۴    | ۱۹۵۵    | ۱۹۵۶   | ۱۹۵۷ | ۱۹۵۸   | ۱۹۵۹   |
| جیرو            | ۱       | ناموجود | ناموجود | ناموجود | ناموجود | ناموجود | ۲       | ۱       | ناتمام  | ۱       | ناتمام  | ۴       | ۱       | ۱       | ۴       | ۲       | ناتمام | نرفت | ۳۲     | نرفت   |
| پیروزی در مراحل | ۱       | ناموجود | ناموجود | ناموجود | ناموجود | ناموجود | ۳       | ۳       | ۲       | ۳       | ۰       | ۲       | ۳       | ۳       | ۱       | ۱       | ۰      | —    | ۰      | —      |
| رده‌بندی کوهستان | بی‌رتبه  | ناموجود | ناموجود | ناموجود | ناموجود | ناموجود | ۲       | ۲       | ۱       | ۱       | بی‌رتبه  | ۲       | ۲       | ۲       | ۱       | —       | بی‌رتبه | —    | بی‌رتبه | —      |
| رده‌بندی امتیازی | ناموجود | ناموجود | ناموجود | ناموجود | ناموجود | ناموجود | ناموجود | ناموجود | ناموجود | ناموجود | ناموجود | ناموجود | ناموجود | ناموجود | ناموجود | ناموجود | بی‌رتبه | —    | بی‌رتبه | —      |
| تور             | ناموجود | ناموجود | ناموجود | ناموجود | ناموجود | ناموجود | ناموجود | نرفت    | نرفت    | ۱       | نرفت    | ۱۰      | ۱       | نرفت    | نرفت    | نرفت    | نرفت   | نرفت | نرفت   | نرفت   |
| پیروزی در مراحل | ناموجود | ناموجود | ناموجود | ناموجود | ناموجود | ناموجود | ناموجود | —       | —       | ۳       | —       | ۱       | ۵       | —       | —       | —       | —      | —    | —      | —      |
| رده‌بندی کوهستان | ناموجود | ناموجود | ناموجود | ناموجود | ناموجود | ناموجود | ناموجود | —       | —       | ۱       | —       | ۳       | ۱       | —       | —       | —       | —      | —    | —      | —      |
| رده‌بندی امتیازی | ناموجود | ناموجود | ناموجود | ناموجود | ناموجود | ناموجود | ناموجود | ناموجود | ناموجود | ناموجود | ناموجود | ناموجود | ناموجود | ناموجود | —       | —       | —      | —    | —      | —      |
| ووئلتا          | ناموجود | نرفت    | نرفت    | ناموجود | ناموجود | نرفت    | نرفت    | نرفت    | نرفت    | ناموجود | نرفت    | ناموجود | ناموجود | ناموجود | ناموجود | نرفت    | نرفت   | نرفت | نرفت   | ناتمام |
| پیروزی در مراحل | ناموجود | —       | —       | ناموجود | ناموجود | —       | —       | —       | —       | ناموجود | —       | ناموجود | ناموجود | ناموجود | ناموجود | —       | —      | —    | —      | ۰      |
| رده‌بندی کوهستان | ناموجود | —       | —       | ناموجود | ناموجود | —       | —       | —       | —       | ناموجود | —       | ناموجود | ناموجود | ناموجود | ناموجود | —       | —      | —    | —      | بی‌رتبه |
| رده‌بندی امتیازی | ناموجود | ناموجود | ناموجود | ناموجود | ناموجود | ناموجود | ناموجود | ناموجود | ناموجود | ناموجود | ناموجود | ناموجود | ناموجود | ناموجود | ناموجود | —       | —      | —    | —      | بی‌رتبه |

| ۱        | برنده                               |
| ۲–۳      | سه نفر اول                          |
| ۴–۱۰     | ده نفر اول                          |
| ۱۱–      | گذر از خط پایان                     |
| نرفت     | در مسابقه شرکت نکرد                 |
| ناتمام-x | به پایان نرساند (انصراف در مرحله x) |
| DNS-x    | آغاز نکرد (عدم شرکت در مرحله x)     |
| اخراج    | اخراج شد                            |
| ناموجود  | مسابقه/رده‌بندی انجام نشد            |
| بی‌رتبه   | در رده‌بندی گنجانده نشد              |

### نتایج در یادبودها
منبع:
| یادبود         | ۱۹۴۰    | ۱۹۴۱    | ۱۹۴۲    | ۱۹۴۳    | ۱۹۴۴    | ۱۹۴۵    | ۱۹۴۶ | ۱۹۴۷ | ۱۹۴۸ | ۱۹۴۹ | ۱۹۵۰ | ۱۹۵۱ | ۱۹۵۲ | ۱۹۵۳ | ۱۹۵۴ | ۱۹۵۵ | ۱۹۵۶ | ۱۹۵۷ | ۱۹۵۸ | ۱۹۵۹ |
| -------------- | ------- | ------- | ------- | ------- | ------- | ------- | ---- | ---- | ---- | ---- | ---- | ---- | ---- | ---- | ---- | ---- | ---- | ---- | ---- | ---- |
| میلان–سانرمو   | ۱۷      | ۱۰      | ۲۱      | —       | ناموجود | ناموجود | ۱    | —    | ۱    | ۱    | ۹    | —    | ۳۷   | ۹    | ۴    | ۶۳   | —    | —    | —    | —    |
| تور فلاندر     | —       | —       | —       | —       | —       | —       | —    | —    | —    | —    | —    | —    | —    | —    | —    | —    | —    | —    | —    | —    |
| پاریس–روبه     | ناموجود | ناموجود | ناموجود | —       | —       | —       | —    | —    | —    | ۱۲   | ۱    | —    | ۲    | —    | —    | ۲    | —    | —    | —    | ۴۴   |
| لیژ–باستون–لیژ | ناموجود | ناموجود | ناموجود | —       | ناموجود | —       | —    | —    | —    | —    | —    | —    | —    | —    | —    | —    | —    | —    | —    | —    |
| تور لمباردی    | ۱۶      | ۵       | ۷       | ناموجود | ناموجود | —       | ۱    | ۱    | ۱    | ۱    | ۳    | ۳    | ۳۵   | —    | ۱    | ۱۱   | ۲    | —    | —    | —    |

| —       | شرکت نکرد         |
| ناموجود | مسابقه برگزار نشد |